# Schönlaterngasse
 (février 2025).
Si vous disposez d'ouvrages ou d'articles de référence ou si vous connaissez des sites web de qualité traitant du thème abordé ici, merci de compléter l'article en donnant les références utiles à sa vérifiabilité et en les liant à la section « Notes et références ».

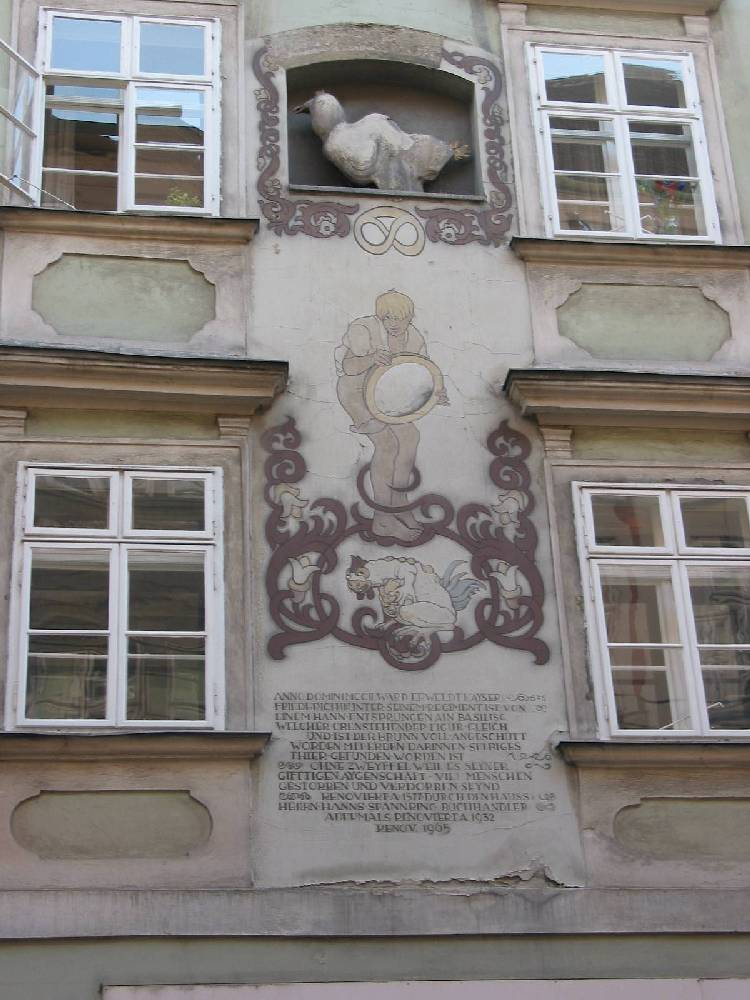
Basilic (en sculpture et fresque) et inscription au n°7

La Schönlaterngasse est une célèbre petite ruelle sinueuse du centre-ville de Vienne. Sa construction remonte au Haut Moyen Âge et la plupart des façades datent de la période baroque.

## Nom
La Schönlaterngasse (ruelle de la Belle lanterne) doit son nom à l'ancienne enseigne « Zur Schöne Lantern » au n° 6, à laquelle est fixée une lanterne. L'original de la lanterne se trouve au Musée de Vienne, il ne reste aujourd'hui qu'une copie dans l'allée elle-même, réalisée par Otto Schmirler en 1971.
Le nom Zur Schöne Latern était utilisé au XVIIe siècle, même si jusqu'en 1776 le début de l'allée s'appelait encore Heiligenkreuzergässl. Depuis 1780, le nom est Schönlaterngasse.

## Description
La maison la plus célèbre de la Schönlaterngasse est la maison du basilic (n° 7). Une légende viennoise bien connue raconte qu'en 1212 il y avait un basilic dans la fontaine de la maison. Un garçon boulanger a remarqué le monstre et a voulu s'en débarrasser devant une foule. Le garçon descendit dans le puits avec un miroir. Il avait été prévenu que le regard d'un basilic transformerait toute créature en pierre. Une fois en bas, le garçon tint le miroir devant le visage du basilic, après quoi celui-ci se transforma en pierre. Aujourd'hui, une fresque sur le mur de la maison montre les actes héroïques du garçon. L'inscription associée n'a été réalisée qu'en 1932 sur la base du texte original de 1577. 
Le numéro 9, datant du XVIe siècle, abrite aujourd'hui l'association artistique Alte Schmiede, où l'on peut visiter un ancien atelier de forgeron avec des outils originaux.
La maison numéro 11 date du début du XVIIIe siècle. L'Alte Jesuitenhof a été construit au XIXe siècle.
Actuellement, quatre timbres-poste autrichiens différents et une pièce commémorative en argent de 10 euros (2009) ont pour motif la Schönlaterngasse.